# Jabłonna Lacka (plaats)
Jabłonna Lacka is een dorp in het Poolse woiwodschap Mazovië, in het district Sokołowski. De plaats maakt deel uit van de gemeente Jabłonna Lacka en telt ca. 1500 inwoners.